# الأشوريين في لبنان
حكم الأشوريون القدماء لبنان لفترات متعددة وذلك لطموحهم بالوصول إلى البحر الأبيض المتوسط. وما زال أثاره وتأثيرهم مستمرا ليومنا هذا عن طريق السريان الغربييين والكلدانيون الشرقيين الذين يعيشون في لبنان مع وجود معارضة لهذه الفكرة.

## فترات حكمهم
وبدأت مع حكم نجلات بلاسر الأول (1116-1090 ق.م) حيث استولى على المدن الفينيقية على ساحل المتوسط كجزء من توسعاته العسكرية. وكان حكم الأشوريين في هذه المناطق يضعف بين الحينة والأخر بسبب صراعاتهم مع الآراميين وبسبب حكم بعض الحكام الضعفاء. تابع الملك (تغلات بلاصر الأول 1114- 1076 ق.م) سياسة أبيه التوسعية وقد استخدم الجيش في عهده الأسلحة الحديدية لأول مرة، وقد مكنه ضعف الكاشيون المسيطرون على بابل حينها من إعادتها لسيطرة الآشورية، وتقدم في الشمال والغرب بسهولة- كون الدولة الحيثية لم يعد لها وجود – ليصل سواحل المتوسط ويصف في إحدى النصب رحلة بحرية له يصطاد فيها حيوان بحري (ربما دلفين)، إلا أن من لحقه من الحكام لم يستطيعوا المحافظة على المملكة الواسعة النفوذ، كما كان لتزايد وجود ونفوذ الآراميين في شمال الهلال الخصيب دوراً في انحسار النفوذ الآشوري في المنطقة.
استولى الأشوريون علي الساحل الشرقي للمتوسط وقضوا على ازدهار الفنيقيين. حاول سكان صور وبيبلوس الانتفاضة على حكم ألأشوريون في القرن 8 ق.م إلا أن تغلث فلاسر اخضعهم وفرض جزية قاسية. وحاولت صور الانتفاضة ضد سرجون الثاني إلا أنه اخضعها في سنة 721 ق.م. وقام اسرحدون (681ق.م) بتدمير وسبي سكان صيدا وبناء مدينة جديدة على أنقاضها.

## نهاية حكمهم
بقي للآشوريين نفوذ في مناطق الفينيقيين حتى نهاية القرن الثامن ما قبل المسيح حين قضى البابليين على حكمهم واستولوا على أراضيهم ومنه الساحل الشرقي للمتوسط.